# Pósta Sándor
Pósta Sándor, született: Gáspár Sándor (Pánd, 1888. szeptember 25. –‎ Budapest, 1952. november 4.) olimpiai bajnok magyar vívó, katona, fogorvos, újságíró.

## Fiatalkora
Pándon született Gáspár Julianna gyermekeként, Pósta Sándor Árpád és neje, Sprung Paulina fogadták örökbe. A Bajai Gimnázium kitűnő tanulója volt. Ezután Kolozsvárra járt orvosi egyetemre, ahol a Kolozsvári Egyetemi Atlétikai Club tagjaként már számon tartották mint tehetséges kardvívót. Fényesnek induló sportkarrierjét azonban megszakította az első világháború. A lövészárokból súlyos csípősérüléssel tért haza, ám Bécsben megoperálták, majd onnan visszatérve gyógytornázni kezdett, és ez lehetővé tette, hogy ismét vívni kezdjen. 1923. május 2-án Budapesten feleségül vette Lux Margit filmszínésznőt.

## Sportpályafutása
Javulásán felbátorodva felkereste Italo Santelli vívótermét, ahol Santelli mester és Gerentsér László tanítványa lett. Belépett a Műegyetemi AFC-be, és ennek színeiben kétszer is (1922 és 1924) megnyerte a magyar kardvívó bajnokságot. Utána nagy versenykörutat és tanulmányutat tett Olaszországban. Öt alkalommal volt tőr-, négy alkalommal kardvívó válogatott.

### A párizsi olimpia
Az 1924-ben rendezett párizsi olimpiára kiküldetése pénzügyi gondok miatt kétségessé vált, végül Baja városa vállalta annak minden költségét.
A Berty László, Garay János, Pósta Sándor, Rády József, Schenker Zoltán, Széchy László, Tersztyánszky Ödön, Uhlyárik Jenő felállásban szereplő kardcsapat az ezüstérmet szerezte meg az olimpián, miután a döntőben 8:8-ra végzett az olaszokkal, azonban 46:49-es tusarányban alulmaradt. Ennek a döntőnek Pósta volt a negatív hőse, ő vesztette el az utolsó előtti csörtét.
Öt nappal később aztán az egyéniben Pósta javított. A nyolcas fináléban hárman holtversenyben végeztek az élen 5 győzelemmel, ezután körmérkőzés döntött a győztesről, és Pósta itt már simán nyert: 4:0 arányban a később ezüstérmes francia Roger Ducret, 4:1 arányban pedig a bronzérmes Garay János ellen.
Pósta ezenkívül tagja volt a Berty László, Lichteneckert István, Pósta Sándor, Schenker Zoltán, Tersztyánszky Ödön összeállítású tőrcsapatnak is, amely harmadik helyezett lett, ezzel mindhárom éremből gyűjtött egyet-egyet Párizsban.

## Jelleme
Pósta egyszerűen félt a szerepléstől: a legenda szerint nem maradt fel vívásáról egyetlen hiteles fénykép sem, mert mindig udvariasan megkérte a kattintgatni vágyó fotósokat, hogy „uraim, inkább a másik versenyzőre fókuszáljanak”. Roppant babonás volt, sem a versenyek előtt, sem azok után nem adott interjút, nem állt szóba senkivel. Ha a csapatot fényképezték, elbújt. Amikor egy újságíró Párizsban nyilatkozatért kopogtatott be szállodai szobájába, kiküldte a névjegyét, és a neve alá odaírta: „Megnyertem az olimpiai bajnokságot! Ez az én nyilatkozatom!”

## Sokoldalú élete a sport után

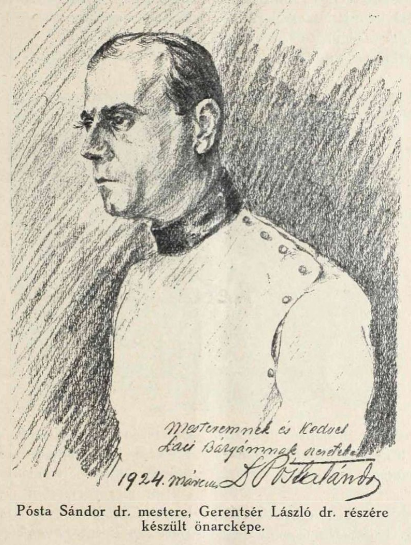
Önarcképe (1924)

Az egyetemet szájsebész-fogorvosként fejezte be. Orvosi hivatása mellett sportújságírással, sportkarikatúra-rajzolással, festéssel, zeneszerzéssel is foglalkozott. Több nyelven kifogástalanul beszélt, ezért tolmácskodott is. Emellett különböző színdarabokban is szerepelt. Egy ideig a Magyar Köztársaság egészségügyi népbiztosának helyettese volt. Halálát szívizom-elfajulás okozta.

## Emlékezete
- Baján az ő nevét viseli a városi sportcsarnok.[3]
- Dunaharasztiban utcát neveztek el róla.